# Jupp Weindich
Jupp Weindich, eigentlich Josef Adolf Weindich (* 16. April 1932 in Oppeln; † 6. März 2013 in Neustrelitz), war ein deutscher Autor, Opernregisseur und Theaterintendant. Er publizierte meist als Jupp Weindich.

## Leben und Wirken
Josef Adolf Weindich, der sich vielfach nur J. A. Weindich oder Jupp Weindich nannte, wurde 1932 im schlesischen Oppeln geboren. 1952 schrieb er sich an der Hochschule für Musik in Halle ein und bestand 1955 sein Staatsexamen als Opernregisseur. Zunächst arbeitete er von 1955 bis 1957 als Spielleiter und Musikdramaturg des Musiktheaters in Stralsund. Von 1957 bis 1959 war er Oberspielleiter des Musiktheaters in Brandenburg. Im Anschluss war er neun Jahre „Entwicklungsregisseur“ und Leiter des Studios an der Staatsoper Berlin. Am Volkstheater Halberstadt, einer seinerzeit technisch leistungsstärkeren Ausweichspielstätte, inszenierte er mit dem Staatsoper-Ensemble am 11. November 1960 die Uraufführung von Jean Kurt Forests Oper Tai Yang erwacht.
Nach einer Zwischenstation am Stadttheater Cottbus, wo er den Posten des Oberspielleiters der Oper innehatte, ging er ab der Spielzeit 1968/1969 für 23 Jahre als Intendant an das Friedrich-Wolf-Theater Neustrelitz. Bei Dienstantritt war er der jüngste Intendant der DDR.
Der sich selbst in das linke Spektrum der Gesellschaft Einordnende absolvierte von 1973 bis 1978 ein Fernstudium in Kulturwissenschaft an der Humboldt-Universität zu Berlin und schloss dieses mit dem Diplom ab.
In seiner aktiven Theaterlaufbahn verfasste er mehrere Liedtexte in verschiedenen Zusammenhängen und vereinzelt auch Dramatisierungen von Romanstoffen. Im Ruhestand fand er dann Zeit für zahlreiche belletristische Bücher für Kinder, Jugendliche und Erwachsene.
Jupp Weindich war verheiratet und Vater von Urte Weindich, die viele seiner Werke grafisch ausgestaltete.

## Rezeption
Als Regisseur zeigte sich Weindich früh talentiert: In der Rezension der Pergolesi-Oper Der getreue Musikmeister (Il Maestro di musica), die der noch Studierende 1955 im Stadttheater Halle darbrachte, hieß es, er habe „es durch seine Regie verstanden, dem Spiel einen lebendigen Ablauf zu geben und die Aufführung zu einem amüsanten Erlebnis zu gestalten“.
Die Lebendigkeit war es jedoch, die dem späteren Theaterschaffenden laut Rezensenten abging. „So wurden denn die Figuren dieses mehr episch-lyrischen als dramatischen Stückes keine lebenswahren, menschlichen Gestalten, ihre Verhaltensweisen zueinander werden nicht genügend motiviert aufgezeigt, und die schwarz-weiß gezeichnete Fabel wirkt konstruiert“, kritisierte Karl Schönewolf 1962 in der Berliner Zeitung das Libretto zur Oper … gestern an der Oder von Forest. Horst Seeger stellte im Neuen Deutschland „textliche und musikalische Schwächen“ heraus. Die Handlung sei in ihren dramatischsten Szenen unlogisch, weil es trotz ähnlicher Situationen divergente Reaktionen gebe. Allerdings seien Personen-Überzeichnungen vermieden worden. Als statisch bemängelte der für die Berliner Zeitung schreibende Manfred Schubert im darauffolgenden Jahr Weindichs Freischütz-Inszenierung. Ansonsten sah er den „ethischen Gehalt“ gut herausgearbeitet. Derselbe Kritiker benutzte für seine Fledermaus-Rezension 1964 das Adjektiv „brüchig“, um seinen Eindruck von der Regieleistung auszudrücken.
Für seine Arbeit am Neustrelitzer Theater erhielt Jupp Weindich jedoch stets Lob. Das Friedrich-Wolf-Theater sei vorbildlich für die Theaterkultur in der DDR; es bleibe „seinem Ruf als wirksames sozialistisches Volkstheater treu“, resümierte die Neue Zeit 1979.

## Werke

### Opern-, Ballett- und Musicallibretti
- … gestern an der Oder. Komponist: Jean Kurt Forest. Uraufführung am 17. Februar 1962 im Friedrich-Wolf-Theater Eisenhüttenstadt; weitere Aufführungen in Frankfurt (Oder) und Halberstadt.
- Der Bauer und sein König. Märchenoper Komponist: Gerhard Tittel. Uraufführung 6. November 1965 im Stadttheater Cottbus.
- Die kleine Zauberin. Märchenballett. Komponist: Hermann Josef Nellessen. Uraufführung 12. November 1982 im Friedrich-Wolf-Theater Neustrelitz.
- East-Side-Story. Bisher nicht aufgeführt.

### Kantaten
- Lieder der Liebe. Komponist: Lothar Voigtländer. Uraufführung im Friedrich-Wolf-Theater Neustrelitz und im Haus der Kultur und Bildung Neubrandenburg.
- Heimat, meine Liebe. Komponist: Gerhard Tittel. Uraufführung im Friedrich-Wolf-Theater Neustrelitz und im Haus der Kultur und Bildung Neubrandenburg.

### Musikalisch-literarische Programme und Revuen (Auswahl)
- Sie und Er und 1000 Klagen. Komponist: Wolfgang Lesser. Uraufführung im Friedrich-Wolf-Theater Neustrelitz und Reprisen in Stralsund und Greifswald (365 Vorstellungen); Fernseherstausstrahlung in DDR 1 am 5. November 1986.
- Wirklichkeit des Lebens. Zum 100. Geburtstag Friedrich Wolfs. Aufgeführt 24. April 1988 im Friedrich-Wolf-Theater Neustrelitz.

### Liedtexte und Lyrik
- Teile in Anthologien veröffentlicht u. a. in 66 dreiste Gesänge vom Neben-Mir und Neben-Tier und in Lied der Zeit-Editionen.
- Wahlverwandtschaften. Die Tante Adelheid trägt zauberhafte Hüte (= Unser Neues Lied; Nr. 205). Komponist: Siegfried Matthus. Internationale Musikbibliothek, Berlin 1962.
- Du Mensch – mein Bruder. Drei Lieder für gemischten Chor a capella nach Worten von Josef-Adolf Weindich. Komponist: Gerhard Tittel. Deutscher Verlag für Musik, Leipzig 1971.
- Leichtgewichte. Sinniges-Nachgedachtes. Layout: Saskia Weindich. Eigenverlag, 2008.
- Lust, Frust und mehr als nur Querelen. Fotografien von Saskia Weindich. Eigenverlag, 2010.
- Nie Wieder-Totenlieder. Umschlaggestaltung und Illustrationen von Urte Weindich, 2011.

### Romane (Wende-Trilogie von Neddelitzer Geschichten)
- Heiraten ist ein Risiko. Umschlaggestaltung: Urte Weindich. Verlag Reinhard Thon, Schwerin 2001, ISBN 3-928820-97-4.
- Clown Charly. Eine turbulente Theatergeschichte. Umschlaggestaltung: Urte Weindich. Verlag Reinhard Thon, Schwerin 2001, ISBN 3-928820-77-X.
- Engel e. V. Umschlaggestaltung: Urte Weindich. Verlag Reinhard Thon, Schwerin 2003, ISBN 3-937515-14-3.

### Jugendbücher
- Saskia. Umschlaggestaltung: Urte Weindich. Verlag Reinhard Thon, Schwerin 2000, ISBN 3-928820-07-9.
- Andy. Umschlaggestaltung: Urte Weindich. Eigenverlag, 2008.

### Kinderbücher
- Krach um Kater Paul. Mit Zeichnungen von Werner Schinko. CW-Verlagsgruppe, Schwerin 1998, ISBN 3-9806155-7-X.
- Schnattchen und Co. Umschlaggestaltung und Illustrationen von Urte Weindich. Eigenverlag, 2009.

### Autobiographische Bände (Geschichten eines Theatermannes)
- Applaus? Geschichten eines Theatermachers. Umschlaggestaltung: Urte Weindich. Verlag am Park, Berlin 2004, ISBN 3-89793-095-1.
- Zugabe. Umschlaggestaltung: Urte Weindich. Eigenverlag, 2006.
- Lichtjahre. Umschlaggestaltung: Urte Weindich. Eigenverlag, 2009.

### Erzählungen und Rezepte
- Großer Geburtstagskalender. Layout: Saskia Weindich. Eigenverlag, 2007.

### Aphorismen und Karikaturen (kleine Trilogie)
- Rund um den guten Ton. Illustrationen von Gerhard Tittel. Eigenverlag, 2008.
- Rund um die däudsche Schlechtschreibung. Illustrationen von Gerhard Tittel. Eigenverlag, 2008.
- Rund um den guten Geschmack. Illustrationen von Gerhard Tittel. Eigenverlag, 2008.

### Romanbearbeitungen für die Bühne
- Daniel Druskat. Nach dem gleichnamigen Roman von Helmut Sakowski. Uraufführung März 1984 im Friedrich-Wolf-Theater Neustrelitz.
- Ole Bienkopp. Nach dem gleichnamigen Roman von Erwin Strittmatter. Bisher nicht aufgeführt.